# Theodore William Richards
Theodore William Richards (født 31. januar 1868, død 2. april 1928) var en amerikansk fysisk kemiker. Han var den første amerikanske videnskabsmand der modtog Nobelprisen i kemi, hvilket han gjorde i 1914 "i anerkendelse af hans nøjagtige bestemmelser af atomvægten på et stort antal af de kemiske grundstoffer."
Han startede på Harvard College, Pennsylvania i 1883 i en alder af 14. Han fik en bachelor i naturvidenskab i 1885, hvorefter han blev indskrevet på Harvard universitet, hvor han fik en bachelor i kunst i 1886.
| Kemi | Spire Denne artikel om kemi er en spire som bør udbygges. Du er velkommen til at hjælpe Wikipedia ved at udvide den. |